# Suso Saiz
Jesús Saiz Alcántara, conegut artísticament com a Suso Saiz (Cadis, 1957) es un músic i productor musical espanyol. És considerat un dels pioners de la música New age a Espanya, i va ser un dels fundadors de l'Orquesta de las Nubes en 1980.
Saiz ha format part de bandes com Esclarecidos i Los Piratas, dels quals també va ser productor, i ha produït a més treballs d'artistes com Iván Ferreiro, Luz Casal, Christina Rosenvinge, Los Planetas, Tahúres Zurdos, Duncan Dhu, Celtas Cortos i Luis Eduardo Aute, entre d'altres.
A més ha compost bandes sonores originals de llargmetratges, documentals, programes de televisió i curtmetratges. Així mateix, és compositor de música de cambra, i va compondre l'ambientació musical del pavelló d'Espanya a l'Exposició Internacional de Saragossa de 2008. També va compondre la partitura musical del programa Al filo de lo imposible, emès per La 2 des de 1982.
Per la seva extensa obra, ha rebut nominacions i premis de l'Acadèmia de les Arts i les Ciències Cinematogràfiques d'Espanya (Premis Goya), Acadèmia Mexicana d'Arts i Ciències Cinematogràfiques, Associació de la Indústria Fonogràfica Nord-americana, Premis de la Música, Premis de l'Acadèmia de la Televisió, Premis Zinebi, Premi del Festival Internacional de Cinema de Foyle.
En 1998 va posar en marxa, al costat d'Antonio Dyaz, Artificial World, la primera companyia discogràfica per Internet a Espanya.

## Biografia
Nascut a Cadis de manera circumstancial en 1957, Suso Saiz ha desenvolupat a Madrid tota la seva carrera musical. Els seus inicis musicals es van produir en la seva infància, tocant música folk americana amb un banjo, que va ser el primer instrument que va aprendre a tocar. Posteriorment va evolucionar cap al jazz, arribant a tocar en clubs de jazz aficionats. Després de finalitzar el preuniversitari es va matricular en el Reial Conservatori Superior de Música de Madrid, on va estudiar guitarra de 1972 a 1977.
A la fi dels anys 1970, influenciat per Luis de Pablo, s'interessa i experimenta amb els sons de la escola electroacústica, evolucionant cap als nous corrents New age. Així, en 1980 funda l'Orquesta de las Nubes un grup de música experimental compost també pel percussionista Pedro Estevan i la soprano María Villa. També en aquesta època compon els seus primers discos en solitari.
A principis dels anys 1990 va començar a desenvolupar la seva faceta de productor musical, en una època de gran efervescència en l'escena musical espanyola. Desenvolupa també una important activitat compositora, que comprèn des de música de cambra fins a fusions de partitures de corda amb música electrònica. És a la fi d'aquesta dècada quan comença la seva relació amb el grup vigués Los Piratas, a qui produeix en 2003 el seu últim àlbum, Relax, integrant-se com a guitarra en la banda. Precisament durant l'enregistrament de Relax, va rebre una oferta per a produir un disc de Julio Iglesias, encara que va rebutjar la possibilitat fins a la finalització del disc de Pirates, la qual cosa segons Suso Saiz "no va sentar molt bé" al cantant. Després de la dissolució del grup en 2004, va continuar col·laborant amb els seus antics membres, produint discos en solitari del vocalista Iván Ferreiro i de Fon Román.

## Bandes sonores
- El detective y la muerte (1994) de Gonzalo Suárez.
- África (1996) d'Alfonso Ungría.
- Katuwira, donde nacen y crecen los sueños (1996) d'Íñigo Vallejo-Nágera.
- El milagro de P. Tinto (1998) de Javier Fesser.
- Novios (1998) de Joaquín Oristrell.
- Juego de Luna (2001) de Mónica Laguna.

## Produccions
- Cantants: Iván Ferreiro, Luz Casal, Fon Román, Txetxo Bengoetxea, Javier Corcobado, Christina Rosenvinge.
- Grups de pop-rock: Esclarecidos, Los Planetas, Los Piratas, Tahúres Zurdos, Duncan Dhu, Gossos, Soular Tribe, Celtas Cortos, Lliso).
- Cantautors: Pablo Guerrero, Luis Eduardo Aute, Diego Vasallo, Hilario Camacho, Javier Álvarez.
- Instrumentistes: Javier Paxariño, Joserra Semperena, Ildefonso Aguilar, Joxan Goikoetxea, Jorge Reyes.
- Música electrònica: Justo Bagüeste.
- Folk: Beth, Joxan Goikoetxea i Juan Mari Beltrán.